# George Wetherill
George West Wetherill (Filadélfia, 12 de agosto de 1925 — Washington, D.C., 19 de julho de 2006) foi um geofísico e astrônomo estadunidense.

## Condecorações
- 1981 Medalha Leonard da Meteoritical Society
- 1984 Prêmio G. K. Gilbert da Sociedade Geológica da América
- 1986 Prêmio Gerard P. Kuiper da Divisão de Ciências Planetárias da American Astronomical Society
- 1991 Harry-H.-Hess-Medaille der União de Geofísica dos Estados Unidos
- 1997 Medalha Nacional de Ciências
- 2000 Medalha J. Lawrence Smith
- 2003 Henry Norris Russell Lectureship